# Галустян, Жора Саркисович
Жо́ра Сарки́сович Галустя́н (арм. Ժոռա Սարգսի Գալոստյան, 20 мая 1950, село Масис Арташатский район) — бывший депутат парламента Армении.

## Биография
- 1971—1976 — Ереванский зооветеринарный институт. Инженер-зооветеринар.
- 1968—1970 — служил в советской армии.
- 1976—1988 — руководитель зооветеринарной фирмы в Масиском колхозном хозяйстве.
- С 1988 — избран начальником управления колхозного хозяйства Масиского села.
- 1998—1999 — работал в министерстве статистики, государственного регистра и анализа Армении.
- 1999—2003 — был депутатом парламента. Член постоянной комиссии по социальным вопросам, здравоохранению и охраны природы. Беспартийный.